# Taeniodera abdominalis
Taeniodera abdominalis är en skalbaggsart som beskrevs av Mohnike 1873. Taeniodera abdominalis ingår i släktet Taeniodera och familjen Cetoniidae. Inga underarter finns listade i Catalogue of Life.